# Třída Gajdamak
Třída Gajdamak byla třída torpédoborců ruského carského námořnictva. Celkem byly postaveny čtyři jednotky této třídy. Všechny byly zařazeny do Baltského loďstva. Všechny byly nasazeny za první světové války a ve 20. letech dosloužily v řadách sovětského námořnictva.

## Stavba
Celkem byly postaveny čtyři jednotky této třídy. Navrhla je německá loděnice AG Vulcan Stettin. Stavbu provedly v letech 1904–1907 loděnice Germaniawerft v Kielu a Maskin & Brobygnads v Helsinkách.
Jednotky třídy Gajdamak:
| Jméno     | Loděnice            | Založený kýlu | Spuštěna | Vstup do služby | Status                                 |
| --------- | ------------------- | ------------- | -------- | --------------- | -------------------------------------- |
| Gajdamak  | Germaniawerft       | 1904          | 1905     | 1906            | Vyřazen 1926.                          |
| Vsadnik   | Germaniawerft       | 1904          | 1905     | 1906            | Od roku 1922 Sladkov, vyřazen 1929.    |
| Amurec    | Maskin & Brobygnads | 1905          | 1905     | 1906            | Od roku 1922 Železňakov, vyřazen 1927. |
| Ussurijec | Maskin & Brobygnads | 1905          | 1907     | 1907            | Od roku 1922 Rošal, vyřazen 1927.      |

## Konstrukce

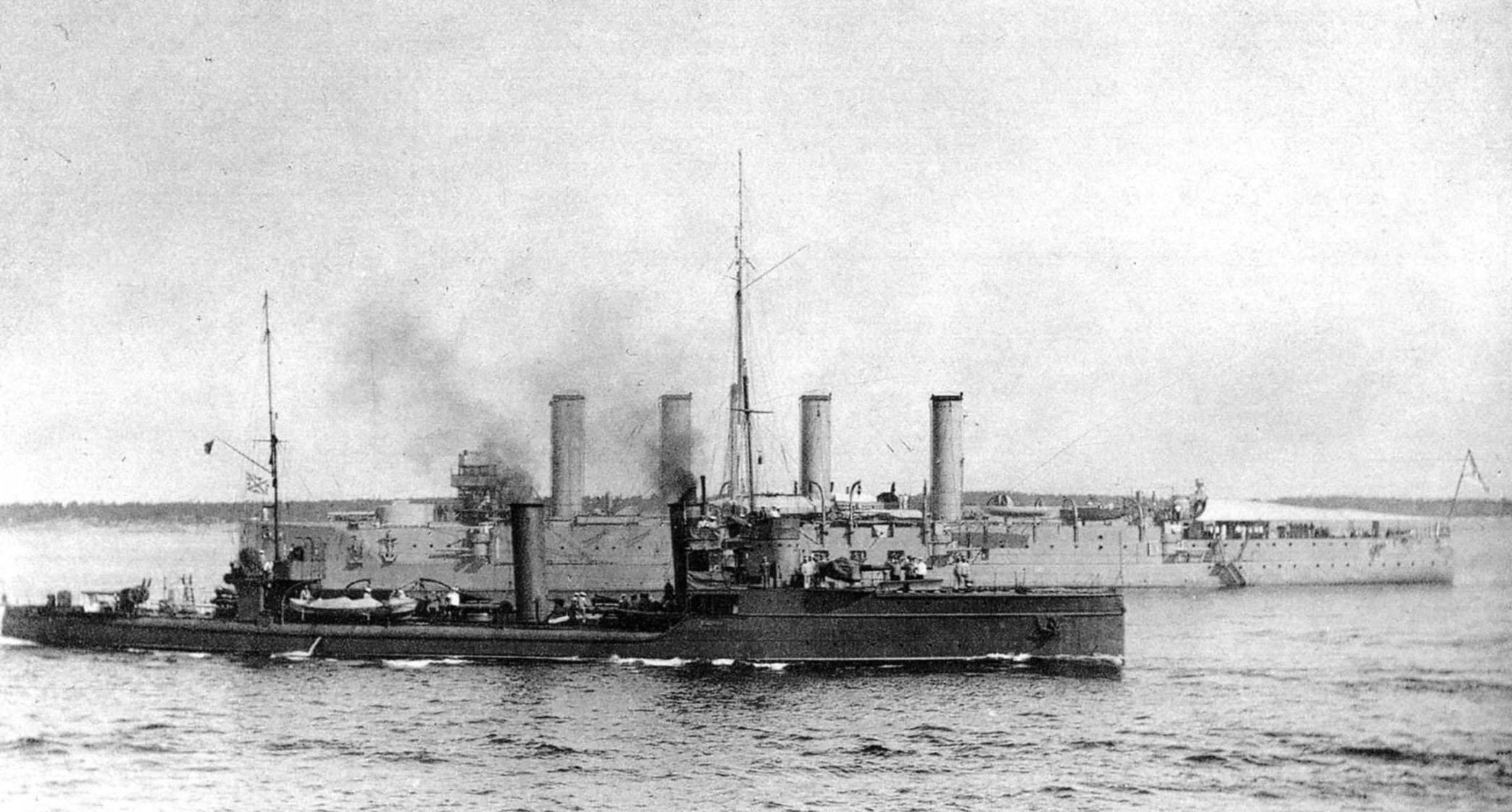
Vsadnik

Torpédoborce nesly dva 75mm kanóny, šest 57mm kanónů, čtyři 7,62mm kulomety a tři 457mm torpédomety. Pohonný systém tvořily čtyři kotle a dva parní stroje o výkonu 6500 hp, pohánějící dva lodní šrouby. Nejvyšší rychlost dosahovala 25 uzlů.

### Modifikace
Před první světovou válkou byly oba 75mm kanóny nahrazeny dvěma 102mm kanóny. Odstraněna byla rovněž část 57mm kanónů. Později výzbroj posílil jeden 37mm protiletadlový kanón a zařízení pro nesení 25 min.